# Bosanskohercegovačko-hrvatska granica
|                    |                     |
| Republika Hrvatska | Bosna i Hercegovina |

Hrvatska i Bosna i Hercegovina imaju kopnenu granicu dugačku 1 011,4 km. Od hrvatskih vanjskih granica, ona s BiH je najduža hrvatska kopnena granica. Također, BiH ima najdužu kopnenu granicu upravo s Hrvatskom.

## Povijest

### Mletačko-osmansko razgraničenje kao temelj današnje granice
U izradi

### Razgraničenje u Drugoj Jugoslaviji
Današnja granica Republike Hrvatske i Bosne i Hercegovine baštini razgraničenje Federalne Države Hrvatske odnosno Narodne Republike Hrvatske u razdoblju 1945–1956. godine. Međudržavne su bile one dionice hrvatskih granica koje su ujedno bile vanjske granice Jugoslavije.
Granice prema susjednim državama (ponajprije Italiji, ali i Mađarskoj) bile su u Jugoslaviji dopušteni javni interes, pa su mediji opširno pisali o jugoslavenskim zahtjevima, a nastojali su i mobilizirati stanovništvo kako bi demonstrirali opću podršku državnoj politici. Međurepubličke granice su, naprotiv, bile prekrivene šutnjom. Premda su te granice kolokvijalno poznate kao avnojevske granice, one su godinama nakon osnutka AVNOJ-a bile proizvoljno mijenjane. K tome, većina ključnih odluka kao da je donesena usmeno: nema im pisanog traga, ali su ostale posljedice.[42]
Hrvatska je prije uspostave Jugoslavije imala kao virtualna zajednica Kraljevina Hrvatska, Slavonija i Dalmacija granicu prema Bosni i Hercegovini. Granice Hrvatske i BiH do 1918. bile su jasno definirane. Uspostavom Banovine Hrvatske, Hrvatska je dobila one dijelove BiH u kojima su Hrvati bili brojniji od Srba. NDH je apsorbirala cijelu BiH. Vodstvo AVNOJ-a odlučilo je uspostaviti BiH u granicama kakve je imala na Berlinskom kongresu. To je utjecalo na granice FDH, jer su do tada različite operativne zone partizanskoga Glavnog štaba Hrvatske, kao i organizacija KPH, kontrolirale dijelove teritorija BiH. Nakon završetka rata sporno su područje bile općine Ličko Petrovo Selo i Zavalje, te šume na Ličkoj Plješivici, koje su 1931. pripale Vrbaskoj banovini i u njezinu sastavu ostale do 1941.

#### Zavalje i Ličko Pounje
Predsjedništvo Narodne skupštine Bosne i Hercegovine objavilo je 27. kolovoza 1945. »Zakon o teritorijalnoj podjeli Federalne Bosne i Hercegovine na okruge, srezove i područja mjesnih Narodnih odbora«. Po tom zakonu granice BiH zahvaćale su katastarske općine Zavalje, Meljinovac, Skočaj, ali ne i Baljevac. Unatoč previdu pri objavljivanju zakona, Baljevac je i od strane BiH i od strane Hrvatske bio tretiran kao dio BiH, premda je tek tijekom režima Šestosiječanjske diktature, konkretno 1931., izdvojen iz sastava kotara Korenica u Savskoj banovini i zajedno s ostatkom općine Zavalje priključen kotaru Bihać u Vrbaskoj banovini. Taj zakon je narušio avnojevsku granicu BiH koja se trebala poklapati s granicama BiH uspostavljenima Berlinskim kongresom 1878.
BiH je jednostrano preuzela upravu šuma u katastarskim općinama (k.o.) Zavolje [Zavalje], Skočaj i Meljinovac 12. srpnja 1946. Hrvatska vlada je na to reagirala dopisom od 14. kolovoza 1946. upućenim ONO Bihać u kojem tvrdi da su »granice iz 1929.« kojima su Bihaću pripojena mjesta »Vaganac, Petrovo selo Ličko, Baljevac, Zavalje, Skočaj i Meljinovac«, plod stranačkih natezanja i nezdravih političkih prilika. A dokaz tomu je što su Ličko Petrovo Selo, Melinovac i Vaganac odmah 1945. zatražili pripojenje natrag kotarevima Korenici i Donjem Lapcu, kojima su vjekovima pripadali.:str. 207. Iz toga bi se moglo zaključiti da je hrvatske vlasti zanimalo samo pitanje šuma. Mjesni narodni odbor (MNO) Ličko Petrovo Selo s naseljima Ličko Petrovo Selo (80% Srbi) i Vaganac (95% Hrvati) uspio je ući u sastav Hrvatske, a MNO Zavalje (100% Hrvati) i MNO Veliki Skočaj (95% Hrvati), hrvatska mjesta naseljena ličkim Hrvatima, do aktualiziranja pitanja šuma nisu bili važni za vlasti NR Hrvatske, niti su uspjeli ući u sastav Hrvatske. Vlada Hrvatske u pismu poslanom ONO Bihać 14. kolovoza 1945. ustvrdila je da šume pripadaju imovnoj općini u Otočcu i da su stoga vlasništvo Hrvatske.:str. 207.
U dokumentu pod naslovom »Razgraničenje između narodnih republika« od 31. listopada 1946. detaljnije se izlažu sporna područja između NR Hrvatske i NR BiH, ali zanimljivo je da se dokument referira isključivo na mišljenje Vlade BiH, a nigdje na mišljenje hrvatskih vlasti.[81] U nepoznatim okolnostima BiH je vratila Melinovac Hrvatskoj, tako da je 13. rujna 1946. ONO Lika izvijestio hrvatsko Ministarstvo poljoprivrede i šumarstva da selo Melinovac pripada Kotarskom narodnom odboru Donji Lapac.[82]
Stevo Bogić, pravni referent prvog potpredsjednika Vlade Rade Pribićevića, sastavio je 11. siječnja 1947. Promemoriju o predmetu: »Osnivanje novog kotara Ličko Petrovo selo i novo razgraničenje sa NR Bosnom i Hercegovinom«. Ustvrdio je da je poslije 1945. područje bivše upravne općine Zavalje tj. Mjesnog NO Zavalje, pod koji pripadaju sela Zavalje, Vučjak i Baljevac, te MNO Veliki Skočaj, pod koji pripadaju sela Veliki Skočaj, Međudražje i Mali Skočaj, ostalo u sastavu kotara Bihać. Po njemu se »u poslednje vrijeme« postavilo pitanje da se granica vrati na staru povijesnu granicu i, prema tome, MNO Zavalje i MNO Veliki Skočaj vrate u teritorijalni sastav NR Hrvatske.[83] NR Hrvatska je 1. srpnja 1947. objavila »Zakon o administrativno-teritorijalnoj podjeli Narodne Republike Hrvatske«, prvi zakon o unutarnjem teritorijalnom ustroju Hrvatske nakon Drugoga svjetskog rata, pri čemu se zavaljsko područje ne spominje u popisu MNO iz sastava kotara Titova Korenica. Nakon 1947. nema više traga raspravama o razgraničenju Hrvatske i BiH na području Ličke Plješivice.[84] U svibnju 1952. godine naselja Bosanski Štrbci, Drenovac, Kestenovac, Lički Tiškovac i Seoce uvrštena su u sastav Hrvatske.:str. 206. Na zajedničkoj sjednici Saveznog vijeća i Vijeća naroda održanoj 23. ožujka 1953. razmatrana je i prihvaćena Odluka o odobrenju promjene granica između NR Hrvatske i NR Bosne i Hercegovine. Tom odlukom su mjesta Bosanski Štrpci, Kestenovac i Seoce izdvojena iz sastava kotara Bihać, a mjesta Drenovac i Lički Tiškovac iz sastava kotara Bosansko Grahovo, te pripojena NR Hrvatskoj.[86] Zadnja teritorijalna promjena dogodila se 7. prosinca 1956., kada je, na 47. sjednici Saveznog vijeća Savezne narodne skupštine, donijeta Odluka o odobrenju promjena granica između NR Hrvatske i NR Bosne i Hercegovine, na temelju koje: »mesto Bušević, opština Kulen Vakuf, srez Bihać, koje je dosad bilo u sastavu teritorije Narodne republike Bosne i Hercegovine, postaje sastavni deo Narodne Republike Hrvatske«.[87]

#### Vinica i Prisika
Pismo pod naslovom »Teritorijalna podjela« poslao je 5. rujna 1945. načelnik Odjeljenja za izgradnju narodne vlasti BiH Duško Josipović iz Sarajeva Ministarstvu za konstituantu DFJ u Beogradu. Josipović je ustvrdio o Travničkom okrugu: »U sastavu sreza Duvno se nalaze sela Vinica i Prisika. Po svome položaju gravitiraju Dalmaciji, a postoji i želja naroda da se pripoje toj pokrajini«.[88]
Pomoćnik ministra za konstituantu izvijestio je Predsjedništvo Privremene narodne skupštine 22. rujna 1945. ponavljajući od riječi do riječi primljeno izvješće Odjeljenja za izgradnju narodne vlasti BiH o selima Vinica i Prisika.[89] Okružni narodni odbor Travnik 15. lipnja 1946. poslao je dopis Predsjedništvu Vlade BiH pod naslovom »Teritorijalno razgraničenje s Narodnom Republikom Hrvatskom«. Dopis se ticao sela Vinica i Donja Prisika. Glasio je: »Po nacionalnosti stanovništvo Vinice je Hrvatsko, a po načinu života i običajima bliže Dalmatincima nego Bosancima. Također je želja većine stanovništva da se pripoji Dalmaciji«. U tom dopisu predloženo je da bi granica između BiH i Hrvatske trebala ići: »od Zavelima (tromeđa srezova Duvno, Imotski, Posušje) preko Viničke strane do granice između Gornje i Donje Prisike (Gornja Prisika bi ostala u srezu Duvno, a Donja bi pripala Dalmaciji)«.:str. 205.
Sela Vinica i Prisika ostala su do danas u sastavu Bosne i Hercegovine, očito zato što hrvatske vlasti nisu bile zainteresirane za preuzimanje tih sela.
U razgraničenju s BiH Hrvatska je prošla gotovo kao i s drugim republikama. Hrvatski predstavnici su se odnosili gotovo u svakoj spornoj situaciji kao da je taj teritorij Hrvatskoj suvišan, kao da Hrvatska uzima više nego što joj pripada i to od Srba prema kojima su se svi hrvatski jugokomunisti odnosili kao prema bogovima osloboditeljima. Pored toga, prema Hrvatskoj se odnosilo kao prema poraženoj zemlji. Hrvatska je tretirana kao poražena zemlja, usprkos snažnom pokretu otpora, kojem je najviše od svih naroda u Jugoslaviji dala doprinos, dok je BiH usprkos snažnoj kolaboraciji srpskih četnika i muslimana u SS-u tretirana najjugoslavenskijom i podobnom. U svakoj situaciji teritorijalno namirivanje i prohtjevi drugih republika bilo je na štetu Hrvatske, i svako hrvatsko protivljenje ušutkivano je optužbama za nacionalizam, receptu kojem se pribjegavalo sve do raspada Jugoslavije.
Hrvatska je u proces razgraničenja ušla sa statusom jedne od federalnih jedinica unutar jugoslavenske federacije, pri čemu se sva vlast nalazila u rukama Komunističke partije Hrvatske kao podružnice Komunističke partije Hrvatske. To je utjecalo na to da je značajne teritorijalne dobitke ostvarila na granici s u Drugom svjetskom ratu poraženom Italijom, dok je u razgraničenjima s drugim federalnim jedinicama bila podređena konačnim odlukama saveznih tijela, pri čemu se držalo razgraničenja prema etničkom kriteriju, što je dovelo do dobitka Baranje ali zbog zanemarivanja povijesnoga kriterija u Srijemu je pretrpljen gubitak.  Imperativ postojanja Bosne i Hercegovine spriječio je primjenu etničkoga kriterija na tom odsjeku granice, pri čemu su hrvatske institucije tromo reagirale na prilike za reviziju granice.

### Granični spor nakon raspada SFRJ

#### Malostonski zaljev
Pokušaja izigravanja međurepubličke crte na štetu Hrvatske bilo je u SFRJ. Najpoznatije je lažiranje granične crte u Malostonskom zaljevu na katastarskom zemljovidu, gdje je vrh poluotoka Kleka i još neki otočići koji pripadaju Hrvatskoj pripisan Bosni i Hercegovini. Otočići Veli i Mali školj i punta Kleka pripadaju Hrvatskoj po avnojevskim su granicama. U sporazumu Tuđman – Izetbegović, a koji ni hrvatski Sabor nije ratificirao ni hrvatski narod nije odobrio niti itkom dao mandat za to, prepušteni BiH na temelju krivotvorine. Još od vremena Dubrovačke Republike i Osmanskog Carstva, pa u Habsburškoj Monarhiji, Austro-Ugarskoj, preko Kraljevini Jugoslavije i SFRJ bili su u Hrvatskoj. U hrvatskim katastarskim knjigama bila su sve do 1974. godine kada su temeljem krivotvorine upisani u katastar općine Neum. BiH je krivotvorila katastar nakon promjene Ustava 1974. godine.
Autori su dokazali da je Ponta Kleka nezakonito upisana u katastarsku općinu Neum, te da nadležno tijelo Republike Hrvatske mora upisati katastarske čestice Ponte Kleka u odgovarajuću k.o. u Republici Hrvatskoj. Također neovisnog o tome mora istovremeno zahtijevati od Bosne i Hercegovine da izbriše katastarske čestice Ponte Kleka iz k.o. Neum. Razlozi su:
1) Granica između Bosne i Hercegovine i Republike Hrvatske, prema Badinterovu izvještaju, utvrđuje se s obzirom na političko-teritorijalno stanje na dan 25. lipnja 1991. godine.
2) Granica između Bosne i Hercegovine i Republike Hrvatske na dan 25. lipnja 1991. godine identična je s tzv. avnojskim granicama.
3) Granica između Bosne i Hercegovine i Republike Hrvatske, prema odlukama AVNOJ-a, identična je s granicom koja je utvrđena prema stanju u trenutku austrougarskog austrougarskog
sloma 1918. godine.
4) Granica između Bosne i Hercegovine i Republike Hrvatske u trenutku austrougarskog
sloma 1918. godine identična je s granicom određenom na Berlinskom kongresu 1878. godine.
5) Dosljedno argumentima navedenim od 1 do 4 granica između Bosne i Hercegovine
i Republike Hrvatske na dan 25. lipnja 1991. godine identična je s granicom određenom na Berlinskom kongresu 1878. godine.
6) Pripadnost Ponte Kleka Republici Hrvatskoj na dan 25. lipnja 1991. godine, slijedi iz činjenice da je Republika Hrvatska pravni sljednik SR Hrvatske koja je pak pravni sljednik austrijske pokrajine Kraljevine Dalmacije.
7) Ne postoji ni jedan dokaz da je od 1878. do 1991. godine zatražen ili po važećim propisima proveden postupak za promjenu granice na Ponti Kleka.
8) Dokaz o pripadnosti Ponte Kleka Kraljevini Dalmaciji potvrđuju precizni i ažurni austrijski zemljovidi, a dokaze o pripadnosti Ponte Kleka SR Hrvatskoj razni jugoslavenski zemljovidi, od zemljovida Jugoslavenske narodne armije, prostornih planova i pro grama gospodarenja pa do enciklopedijskih natuknica, znanstvene literature i izjava domicilnog stanovništva. Iako svi ti dokazi nisu prvoga reda, njihova množina nedvoj beno ukazuje da je Ponta Kleka na dan 25. lipnja 1991. godine dio državnog teritorija Republike Hrvatske.
9) Katastarska promjena, koja je 1974. godine izvršena na temelju nezakonitog, dijelom lažnog i s hrvatske strane nepotpisanog Zapisnika o razgraničenju k.o. Neum, nije dirala u granice između SR Hrvatske i SR Bosne i Hercegovine, a po tada važećem Ustavu i pripadajućim zakonima nije ni mogla izmijeniti granice.

## Vanjske poveznice
- Dubrovnik novosti Stjepan Ćosić, Niko Kapetanić, Nenad Vekarić, Prijevara ili zabluda? Problem granice na području poluotoka Kleka, Dubrovnik, 2012. (pdf, 10,5 MB)